# Ernst Platner
Ernst Platner est un médecin et philosophe saxon, né à Leipzig le 11 juin 1744, mort le 27 décembre 1818. 

## Biographie
Lorsqu’il eut achevé ses études à l’université de sa ville natale, où il prit le grade de docteur en 1767, il visita la France et les Pays-Bas. De retour à Leipzig, il devint professeur extraordinaire de médecine (1770), puis occupa des chaires de physiologie (1780) et de philosophie (1801), fut nommé doyen de la Faculté de médecine, décemvir de l’université et reçut de l’électeur, depuis roi de Saxe, le titre de conseiller aulique. C’était un homme de beaucoup de savoir, d’une grande finesse d’esprit, qui savait exposer avec une extrême clarté les doctrines les plus subtiles et les plus profondes des philosophes anciens et modernes. 
Il connaissait l’histoire de la philosophie d’une façon fort remarquable pour son époque. Il aimait Spinoza et Rousseau, se piquait d’un certain scepticisme, ce qui l'amena à adopter une sorte de système éclectique, dont les idées de Leibniz formaient le fond, et combattit les doctrines émises par Kant, qui venait opérer une révolution dans la philosophie. Platner écrivait avec autant de pureté que de clarté. Il illustra son université par son talent de professeur et d’écrivain. En médecine, il fut un des derniers partisans du stahlianisme. 

## Œuvres
Parmi les ouvrages qu’il a laissés, tous en latin ou en allemand, on distingué : Aphorismes philosophiques, avec des notes relatives à l’histoire des opinions et des philosophes (1800, in-8°) ; Historia litterario-chirurgica lithotomiæ mulierum (Leipzig, 1770, in-4°) ; Anthropologie (1772, in-8°) ; De principio vitali (Leipzig, 1778, in-4°) ; Palæo-physiologia de inspiratione principii vitatis (Leipzig, 1780, in-4°) ; Repetitio brevis et assertio docirinæ stahianæ de motu vitali (Leipzig, 1781, in-4°) ; Adversus sepulturam in ædibus sacris oratio (Leipzig, 1788, in-4°) ; Dubitutiones quædam de imperio cordis in venas (Leipzig, 1788, in-4°) ; Disputationes quædam de Boerhavii atque Halleri secretis de nutritione (Leipzig, 1788, in-4°) ; Programma in quo partium corporis humani genera definiuntur (1789, in-4°) ; Programma de causis consensus nervorum physiologicis (Leipzig, 1790, in-4°) ; De natura animi quoad physiologiam (Leipzig, 1790, in-4°) ; Spes immortalitatis animarum per rationes physiologicas confirmata (Leipzig, 1791, in-4») ; An ridendum sit animi sedem inquirere (Leipzig, 1795, in-4°) ; Quæstionum physiologicarum libri duo (Leipzig, 1794, in-8°) ; Medicinæ studium octo semestribus descriptum (Leipzig, 1797-1798, in-4°) ; Opuscula academica (Berlin, 1824, in-8°).

## Source
- « Ernst Platner », dans Pierre Larousse, Grand dictionnaire universel du XIXe siècle, Paris, Administration du grand dictionnaire universel, 15 vol., 1863-1890 [détail des éditions].